# Давыдов, Василий Львович
Васи́лий Льво́вич Давы́дов (28 марта (8 апреля) 1780 — 25 октября (6 ноября) 1855) — русский офицер, поэт, декабрист из рода Давыдовых.

## Семья
Сын генерал-майора Льва Денисовича Давыдова (1743—1801) и жены его Екатерины Николаевны Самойловой (1750—1825), племянницы князя Потёмкина.
Братья:
- Раевский, Николай Николаевич (1771—1829) — единоутробный брат;
- Давыдов, Александр Львович (1773—1833);
- Давыдов, Петр Львович (1782—1842).

Двоюродные братья:
- Ермолов, Алексей Петрович (1777—1861) — генерал от инфантерии
- Давыдов, Денис Васильевич (1784—1839) — генерал-лейтенант, русский поэт, герой Отечественной войны 1812 года.

Сестра — Софья, была замужем за А. М. Бороздиным.

## Образование
С 10 до 12 лет воспитывался в пансионе аббата Николя, затем получал домашнее образование под руководством аббата Фромана.

## Военная служба
11 октября 1807 года в возрасте 14 лет поступил на службу юнкером в лейб-гвардейский Гусарский полк.
С 24 марта 1808 года — портупей-юнкер, корнет с 21 декабря 1808 года, поручик с назначением адъютантом к командиру полка генерал-майору И. Е. Шевичу с 5 августа 1811 года.
Участвовал в Отечественной войне 1812, был дважды ранен. В 1812 году был адъютантом князя Багратиона. За участие в Бородинском сражении награждён орденом Святого Владимира 4-й степени с бантом. За отличие в сражении под Малоярославцем пожалован золотой шпагой за храбрость.
Участвовал в заграничных походах. Участвовал в сражениях при Лютцене и Бауцене (награждён орденом Святой Анны 2 степени), ранен под Кульмом (награждён прусским орденом «За заслуги») и Лейпцигом. Под Лейпцигом был взят в плен. Освобожден из плена прусскими войсками.
Штабс-ротмистр с 17 июля 1813 года, ротмистр с 7 марта 1816 года. 17 января 1817 года переведён в Александрийский гусарский полк в чине подполковника.
11 мая 1819 года уволен для лечения. Назначен состоять при кавалерии с 11 июля 1820 года. С 1819 года постоянно жил в имении матери, в селе Каменка Чигиринского уезда Киевской губернии. Владел 2926 душами.
29 января 1822 года уволен в отставку полковником.
Член Союза благоденствия (с 1820 года) и Южного общества. Вместе с С. Г. Волконским возглавлял Каменскую управу Южного общества. Участвовал в съездах руководителей Южного общества, осуществлял связь Южного общества с Северным обществом.

## Каторга
Арестован в Киеве 14 января 1826 года по приказу от 30 декабря 1825 года. Доставлен в Петербург 20 января 1826 года. Помещён в Петропавловскую крепость 21 января.
Осужден по I разряду, приговорен к пожизненной каторге. Отправлен в Сибирь 21 июля 1826 года. 22 августа 1826 года срок каторжных работ был сокращен до 20 лет. 27 августа 1826 года прибыл в Иркутск. Из Иркутска Давыдова отправили на работу в Александровский винокуренный завод, откуда он вернулся в Иркутск 6 октября. Из Иркутска отправлен на работы в Благодатский рудник 8 октября 1826 года. На руднике работал с 25 октября 1826 года по 20 сентября 1827 года. Из Благодатского рудника отправлен в Читинский острог, куда прибыл 29 сентября 1827 года. Из Читинского острога в сентябре 1830 года отправлен в Петровский завод.
8 ноября 1832 года срок каторги был сокращён до 15 лет. 14 декабря 1835 года срок каторги сократили до 13 лет. По окончании 13-летнего срока указом от 10 июля 1839 года обращен на поселение в город Красноярск.

## В Красноярске
Семья Давыдовых прибыла в Красноярск в сентябре 1839 года. В Красноярске семья поселилась в доме золотопромышленника Мясникова — теперь на этом месте городская больница (пересечение пр. Мира и ул. Вейнбаума). Позднее Давыдовы построили свой дом на углу Воскресенской улицы и Батальонного переулка (пересечение пр. Мира и ул. Декабристов).
В доме Давыдовых появился первый в Красноярске клавесин, образовался литературный кружок. Политическим ссыльным было запрещено создавать школы, поэтому Давыдовы у себя в доме создали домашний класс для своих семерых детей, рождённых в Сибири. Класс не имел официального статуса, и его могли посещать все желающие. От местных жителей Давыдов получил прозвища «Властитель дум», «Короб просвещения». Программа домашней школы Давыдова позже стала основой для программы обучения Красноярской мужской гимназии.
Дом имел пять комнат, прихожую, пять голландских печей, холодный мезонин. Дом Давыдовых был снесён в 1937 году.
Василий Львович в Красноярске имел близкие отношения с П. И. Кузнецовым, архитектором Ледантю, врачебным инспектором Поповым и др.
По просьбе Давыдова Г. С. Батеньков спроектировал здание Благородного собрания для Красноярска. Здание было построено в 1854 — 1856 годах. В настоящее время его адрес пр. Мира 67. Декабристы, сосланные в Красноярск, собирались в доме у Давыдовых, а позднее, вероятно в Благородном собрании. 27 сентября 1842 года генерал-губернатор Восточной Сибири в своём циркуляре требовал от Енисейского губернатора запретить публичные собрания «государственных преступников».
Василий Львович Давыдов умер 25 октября 1855 года в Красноярске. Похоронен на Троицком кладбище. В 1883 году племянник — Александр Петрович Давыдов, направляясь посланником в Японию через Красноярск, установил на могиле мраморный памятник, изготовленный в Италии. Памятник до сих пор стоит на могиле.

## Дети
Жена — Александра Ивановна (1802—1895) — дочь надворного советника И. А. Потапова. В гражданском браке с Давыдовым с 1819 года, с мая 1825 года в законном браке. В 1828 году уехала к мужу в Сибирь.
Дети:
- Мария — с 1840 года замужем за Робертом Карл. Фелейзеном;
- Михаил (8.11.1820—?);
- Екатерина (20.12. 1822—1898/1904) — с 1854 года замужем за есаулом Енисейского казачества Владимиром Михайловичем Переслени;
- Елизавета (5.10. 1823—1902);
- Пётр (27.06. 1825—1912) — с 1852 года женат на Елизавете Сергеевне Трубецкой (1834—1918), дочери декабриста Сергея Петровича Трубецкого;
- Николай (1826—1916) — не женат. В 1857 году избран предводителем дворянства Чигиринского уезда.

В сентябре 1826 года братья Н. Н. Раевский и П. Л. Давыдов ходатайствовали о получении фамилии Давыдовых первым четырём детям. В феврале 1828 года по высочайшему повелению дети были узаконены и получили фамилию Давыдовых. Михаил воспитывался в Одессе, Мария в Москве. Остальные дети воспитывались в имении Каменка у П. Л. Давыдова. С 1832 года Екатерина и Елизавета воспитывались у С. Г. Чернышевой-Кругликовой. Пётр в 1850 году переехал в Красноярск. Екатерина и Елизавета приехали в Красноярск в 1852 году.
В Сибири родились:
- Василий (20.07.1829—1873) — художник;
- Александра (22.07.1831—1918);
- Иван (1834—1918);
- Лев (1837—1896) — с 1860 года женат на Александре Ильиничне (1841—1891), сестре П. И. Чайковского; среди их детей получили известность сыновья Владимир и Юрий, дочь Татьяна;
- Софья (1840—?) — в замужестве Сталь;
- Вера (1843—1920) — замужем за И. И. Бутаковым;
- Алексей (1847—1903).

По предложению Бенкендорфа 18 февраля 1842 года Николай I разрешил детей С. Г. Волконского, С. П. Трубецкого, Н. М. Муравьева и В. Л. Давыдова принять в государственные учебные заведения с условием, что дети не будут носить фамилий отцов, а называться по отчеству, то есть дети Давыдова должны были называться Васильевы. С предложением согласился только Давыдов. В 1843 году Василий, Иван и Лев были приняты в Московский кадетский корпус.
14 февраля 1856 года семье Давыдова было разрешено вернуться в Европейскую часть России.
По манифесту 26 августа 1856 года дети Давыдова были восстановлены в правах дворянства. Тем, которые поступили в учебное заведение под именем отца, была возвращена фамилия.

## Разное
- А. С. Пушкин посвятил Василию Львовичу Давыдову стихотворение «В. Л. Давыдову», которое также иногда называют «Меж тем как ты, проказник умный».
- Общественность Красноярска неоднократно предлагала создать музей декабристов в здании Благородного собрания. В 1986 году исполком Красноярского краевого совета народных депутатов принял решение открыть в здании по проспекту Мира 67 филиал краевого краеведческого музея, однако музей так и не был создан.

### Документы
- Cледственное дело В. Л. Давыдова // «Восстание декабристов». Т. X. — С. 182—249, 313—315.